# 梅里梅里·彭福尔德
梅里梅里·彭福尔德（英語：Merimeri Penfold，1920年5月26日—2014年4月1日），是一名新西兰毛利语教育家。她是新西兰大学中第一位毛利人教授毛利语。2014年4月去世。